# Rozsohî, Peremîșleanî
Rozsohî (în ucraineană Розсохи) este un sat în comuna Ostalovîci din raionul Peremîșleanî, regiunea Liov, Ucraina.

## Demografie
Componența lingvistică a localității Rozsohî
     Ucraineană (100%)
Conform recensământului din 2001, toată populația localității Rozsohî era vorbitoare de ucraineană (100%).